# Castiarina aeraticollis
Castiarina aeraticollis es una especie de escarabajo del género Castiarina, familia Buprestidae. Fue descrita científicamente por Carter en 1930.